# Tüßling
Tüßling är en kommun (Marktgemeinde) och ort i Landkreis Altötting i Regierungsbezirk Oberbayern i förbundslandet Bayern i Tyskland.